# 勃氏蝴蝶魚
勃氏蝴蝶魚，為輻鰭魚綱鱸形目蝴蝶魚科的一種。

## 分布
本魚分布於西印度洋區，包括東非、馬達加斯加、南非、留尼旺、模里西斯等海域。

## 深度
水深0－30公尺。

## 特徵
本魚呈方圓形，吻短，頭部有一黑色條紋通過眼睛，體色前半部淺褐色，後半部為深褐色或黑色。體側具有數條深色橫帶。尾鰭白色，腹鰭黃色。背鰭硬棘16枚、背鰭軟條21-23枚;臀鰭硬棘3枚、臀鰭軟條17至18枚。體長可達13公分。

## 生態
本魚棲息於向海的珊瑚礁，屬雜食性，以海藻、浮游生物等為食。

## 經濟利用
為觀賞性魚類，不供食用。